# Marignana
Marignana település Franciaországban, Corse-du-Sud megyében. Lakosainak száma 102 fő (2022. január 1.). Marignana Ota, Balogna, Cargèse, Cristinacce, Évisa, Piana, Renno és Vico községekkel határos.

## Népesség
A település népességének változása:
| Lakosok száma | 150  | 90   | 120  | 104  | 102  | 113  | 110  | 107  | 106  | 102  |
|               | 1968 | 1982 | 1990 | 2006 | 2011 | 2016 | 2017 | 2019 | 2020 | 2022 |